# FC Salyut Belgorod
El FC Salyut Belgorod (en ruso: ФК «Салют» Белгород) es un club de fútbol ruso de la ciudad de Belgorod. Fue fundado en 1960, disputa sus partidos como local en el Estadio Salyut y compitió en la Primera División de Rusia por última vez en la temporada 2013/14.

## Historia
El club fue fundado en 1960 y desde entonces ha cambiado su nombre en diversas ocasiones:
- Tsementnik (Obrero del cemento) (1960-63)
- Spartak (1964-69)
- Salyut (Saludo) (1970-91) y (1993-95)
- Energomash (1991-92)
- Salyut-YUKOS (1996-99)
- Salyut-Energia (2000-09)
- Salyut (2010-)[1]

El Tsementnik jugó en la Serie B en 1960 y 1961. Después de que el equipo se convirtió en parte de la sociedad deportiva Spartak volvieron a entrar en la competición en 1964. En 1968 el Spartak terminó tercero al final de la clase B y ascendió a la clase A, grupo, 2. Después de la reorganización de las ligas en 1971, el Salyut jugó en la Segunda Liga Soviética hasta 1989. En 1990 y 1991 el equipo jugó en la Segunda Liga Soviética B.
En 1992 fue renombrado Energomash y entró en la recién formada Primera División de Rusia, pero descendió a Segunda División de Rusia. En 1993, el equipo terminó primero en la zona 2 de la Segunda División, pero no logró ascender. En 1995 fue renombrado Salyut y descendió a la Tercera División, pero regresó inmediatamente tras encabezar su zona. El Salyut-YUKOS descendió de nuevo después de otros tres años en la Segunda División (1997-1999), esta vez a la liga amateur (KFK). En 2000 ganaron la promoción de nuevo al fútbol profesional. En el período 2001-2005, el Salyut-Energia estaba entre los líderes de la Segunda División, terminando no más bajo que el quinto lugar en su zona. En 2005, el equipo terminó primero y ascendió a la Primera División. El equipo terminó 17º en 2010 y descendió a Segunda División, pero regresó a Primera División en la temporada 2011–12 como campeón de grupo.
Durante el receso de invierno de la temporada 2013/14, el club comenzó a tener problemas financieros, con lo que a sus jugadores se les rescindió el contrato por mutuo acuerdo y el club abandonó la Primera División de Rusia.
La ciudad de Belgorod fue representada a nivel profesional por el FC Energomash Belgorod desde 2015 a 2018. Antes de comenzar la temporada 2018–19, el Salyut fue reinscrito en la Segunda División de Rusia tras la desaparición del Energomash.